# Кастиллея
Кастиллея (лат. Castilleja) — род растений семейства Заразиховые (Orobanchaceae), распространённый в Америке и Евразии (преимущественно в Северной Америке).
Род назван в честь испанского ботаника Доминго Кастильехо.

## Ботаническое описание
Полупаразиты. Однолетние, двулетние, многолетние травы, полукустарники или кустарники. Стеблей 1—200, прямые или восходящие. Листья простые, в основном очерёдные.
Цветки 1,2—3 см длиной; цветоножки короткие; прицветники крупные, часто ярко окрашенные. Соцветия верхушечные, густые, колосовидные или кистевидные. Чашечка трубчатая, рассечённая на 2 цельные, зазубренные или двулопастные доли, либо на 4 почти равные доли. Венчик у основания от белого до бледно-зеленоватого; становится к верхушке зелёным, белым, жёлтым, оранжевым, красным, розовым или пурпурным; с длинной трубкой, двугубый, с 2-лопастной верхней и 3-лопастной нижней губой. Тычинок 4, двусильные, прикреплены выше середины трубки венчика. Пестик с двугнёздной завязью и длинным тонким столбиком; рыльце головчатое, цельное или двухлопастное. Плод — двустворчатая, локулицидная коробочка. Семян 20—100, мелкие, блестящие. x = 12.

## Ареал
Представители рода распространены в Северной, Центральной и Южной Америке, в Вест-Индии и на островах Тихого океана. 12 видов встречаются в Евразии, преимущественно в арктической и субарктической зонах.

## Виды
Род включает около 200 видов, некоторые из них:
- Castilleja angustifolia (Nutt.) G.Don
- Castilleja arctica Krylov & Serg. — Кастиллея арктическая
- Castilleja elegans Malte — Кастиллея изящная
- Castilleja fissifolia L.f. typus
- Castilleja hyparctica Rebrist. — Кастиллея гипарктическая, или Кастиллея гипоарктическая
- Castilleja lapponica Gand. ex Rebrist. — Кастиллея лапландская
- Castilleja occidentalis Torr.
- Castilleja pallida (L.) Kunth — Кастиллея бледная
- Castilleja pavlovii Rebrist. — Кастиллея Павлова
- Castilleja pilosa (S.Wats.) Rydb.
- Castilleja pseudohyperborea Rebrist. — Кастиллея ложносеверная, или Кастиллея ложногиперборейская
- Castilleja rubra (Drobow) Rebrist. — Кастиллея красная
- Castilleja tenella Rebrist.
- Castilleja unalaschcensis (Cham. & Schltdl.) Malte — Кастиллея уналашкинская
- Castilleja variocolorata A.P.Khokhr. — Кастиллея изменчивоцветная